# Sanctuaire Notre-Dame-du-Rocher-de-France d'El Cabaco
Pour les articles homonymes, voir Notre-Dame.
Le sanctuaire Notre-Dame-du-Rocher-de-France d'El Cabaco (en espagnol : santuario de Nuestra Señora de la Peña de Francia) est un sanctuaire dédié à la Nativité de Marie situé au sommet de la Peña de Francia, dans la commune d'El Cabaco, en Espagne. Il est dédié à Notre-Dame du Rocher de France, patronne de la province de Salamanque en Espagne, de la commune de Ciudad Rodrigo et de la communauté autonome de Castille-et-León. Le sanctuaire et le monastère attenant sont administrés par les Dominicains.

## Histoire

### Simón Vela
Selon la légende, le pèlerin français Simon Roland (né en 1384 à Paris), d'une grande dévotion religieuse, a eu la révélation dans un rêve qu'il trouverait une statue de la Vierge Marie dans le "Rocher de France".
Après avoir cherché la statue plusieurs années en France, il fit le pèlerinage de Saint-Jacques-de-Compostelle. À son retour de Saint-Jacques-de-Compostelle, il fit un détour par la province de Salamanque.
Dans la ville de Salamanque, il entendit le nom de la peña de Francia (« le rocher de France ») et suivit une route vers San Martín del Castañar, où il reçut l'instruction de grimper sur la montagne. Lors de la troisième nuit, il eut une apparition mariale lui indiquant que la statue se trouvait sur ce rocher.
Le 14 mai 1434, il trouva une statue romane de la Vierge Marie enfouie au sommet de la Peña de Francia. Après cette découverte, il se fit appeler Simón Vela et diffusa le culte de la statue qu'il avait trouvée.
Il mourut le 11 mars 1438 et fut enterré à côté de l'autel de la Vierge. Plus tard, ses restes ont été transférés à Sequeros,.

### Le sanctuaire
Le sanctuaire de Notre-Dame du Rocher de France est pratiquement inaccessible en hiver, mais il a beaucoup de visiteurs pendant l'été, parmi eux de nombreux pèlerins chrétiens.
Le sanctuaire se compose d'une église, un monastère et trois chapelles extérieures : la chapelle blanche (construite sur la grotte où Simón Vela a trouvé la statue de la Vierge), la chapelle Saint-André et la chapelle Santo Cristo. Font également partie du sanctuaire une grande place et au centre un rollo jurisdiccional, une auberge et une antenne de télécommunications.
Depuis le belvédère panoramique, on peut contempler le Campo Charro (au nord), la Sierra de Tamames (à l'est), le marais de Gabriel y Galán (au sud) et les montagnes environnantes.
Le point géodésique de 1 727 m (hauteur maximale de la Peña de Francia) est situé sur la terrasse supérieure de la tour de l'église.

### Maurice Legendre
En 1934, pour marquer les 500 ans de la découverte de la statue, l'intellectuel catholique et hispaniste français Maurice Legendre a organisé un pèlerinage officiel français au sanctuaire de la Vierge de la Peña de Francia. Legendre est mort le 12 février 1955 et ses restes ont été transférés et enterrés dans la nef de l'église du sanctuaire de la Peña de Francia le 1er juillet 1956.